# Kaarst
Kaarst è una città di 43 661 abitanti della Renania Settentrionale-Vestfalia, in Germania.
Appartiene al distretto governativo (Regierungsbezirk) di Düsseldorf ed al circondario (Kreis) del Reno-Neuss (targa NE).
Kaarst si fregia del titolo di "Media città di circondario" (Mittlere kreisangehörige Stadt).